# دبليو. ويلر سميث
دبليو. ويلر سميث (بالإنجليزية: W. Wheeler Smith)‏ هو مهندس معماري أمريكي، ولد في 1838، وتوفي في 1908 في نيويورك في الولايات المتحدة.